# Magdalena Pajala
Emma Magdalena Sven-Eriksdotter Pajala, née le 11 mars 1988 à Gällivare, est une fondeuse suédoise.

## Carrière
Magdalena Pajala commence sa carrière au niveau junior durant la saison 2004-2005. En 2008, elle participe à sa première épreuve en Coupe du monde à Stockholm (48e du sprint). Elle marque ses premiers points la saison suivante. Durant l'hiver 2009-2010, elle prend part à son premier Tour de ski avant de faire son incursion dans le top 10 d'une épreuve de Coupe du monde en terminant huitième du sprint d'Otepää et devenir championne de Suède de la spécialité. Ces résultats lui permettent d'être sélectionnée pour les Jeux olympiques de Vancouver où elle arrive en demi-finales du sprint individuel (10e) et se classe cinquième avec ses coéquipières du relais. Lors de la manche de Coupe du monde de Drammen peu après les Jeux olympiques, elle finit quatrième du sprint classique, sa meilleure performance individuelle à ce jour.
En janvier 2013, elle termine troisième de l'épreuve de sprint par équipe de Liberec, obtenant son premier en Coupe du monde.

## Palmarès

### Jeux olympiques d'hiver
| Épreuve / Édition | Sprint                           | Sprint    | 10 km | 10 km                            | Poursuite 2 × 7,5 km | 30 km | Relais | Relais   |
| Épreuve / Édition | libre                            | classique | libre | classique                        | Poursuite 2 × 7,5 km | 30 km | Sprint | 4 × 5 km |
| JO 2010 Vancouver | Épreuve inexistante à cette date | 10e       | —     | Épreuve inexistante à cette date | —                    | —     | —      | 5e       |

Légende :
- : pas d'épreuve
- — : Non disputée par Magdalena Pajala

### Championnats du monde
| Épreuve / Édition           | Sprint                           | Sprint    | 10 km | 10 km                            | Poursuite 2 × 10 km | 30 km | Relais | Relais   |
| Épreuve / Édition           | libre                            | classique | libre | classique                        | Poursuite 2 × 10 km | 30 km | Sprint | 4 × 5 km |
| Mondiaux 2013 Val di Fiemme | Épreuve inexistante à cette date | 28e       | —     | Épreuve inexistante à cette date | —                   | —     | —      | —        |
| Mondiaux 2015 Falun         | Épreuve inexistante à cette date | 26e       |       | Épreuve inexistante à cette date | —                   |       | —      |          |

Légende :
- : pas d'épreuve
- — : Non disputée

### Coupe du monde

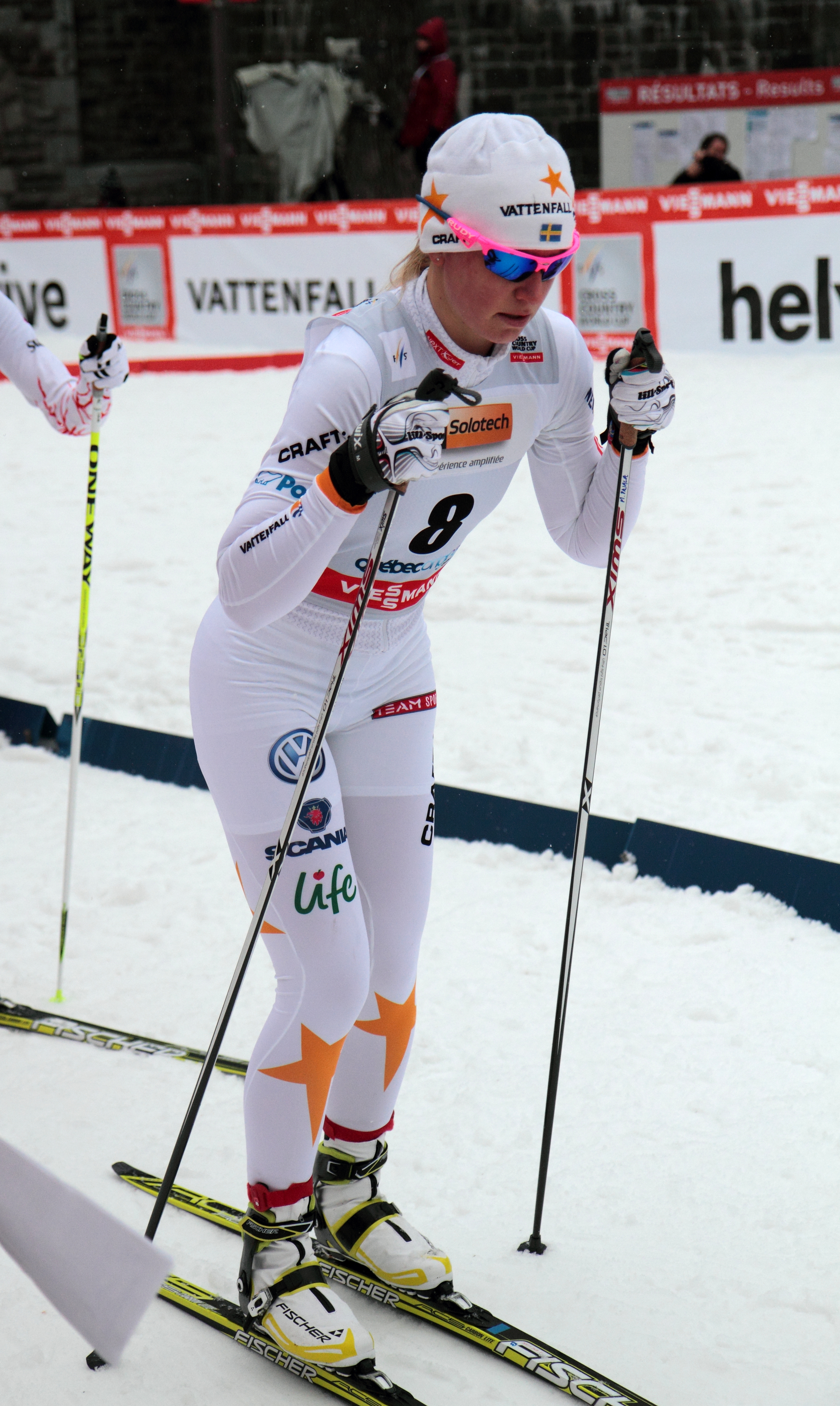
Magdalena Pajala en 2012 à Québec

- Meilleur classement général : 35e en 2010.
- Meilleur résultat individuel : 4e.
- 1 podium par équipe : 1 troisième place

### Championnats de Suède
- Championne de Suède du sprint en 2010.